# Hazel Lavery

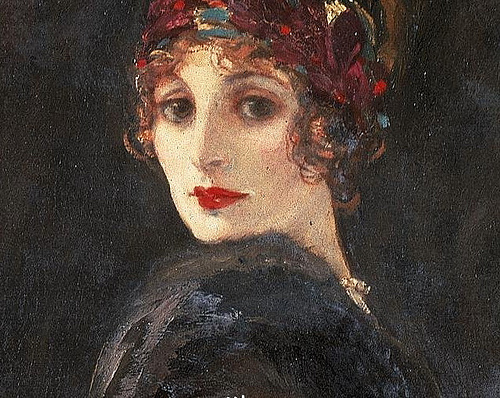
Hazel Lavery, door John Lavery

Hazel, Lady Lavery, geboren als Hazel Martyn (Chicago, 1880 – Londen, 1935) was een Iers-Amerikaanse kunstschilderes, vrouw en model van de kunstschilder John Lavery en een vooraanstaande en invloedrijke dame uit de fine fleur van Londen tussen 1910 en 1930.

## Leven
Hazel Martyn werd geboren in Chicago als dochter van een vermogende zakenman en kunstverzamelaar met Ierse roots. Ze kreeg een uitstekende opleiding en toonde zich vooral geïnteresseerd in literatuur, muziek en schilderkunst. Op haar zeventiende ging ze studeren aan de Académie Julian te Parijs, onder Tony Robert-Fleury.
In 1904 huwde Hazel na actieve bemiddeling door haar moeder met de arts Edward Livington Trudeau, die echter vijf maanden later al kwam te overlijden. Nog tijdens haar kortstondige huwelijk was ze tijdens een studiereis naar Bretagne verliefd geworden op de katholieke Ierse kunstschilder John Lavery, met wie ze uiteindelijk in 1909 hertrouwde en in Londen ging wonen. Het zou een bewogen, niet altijd monogaam, doch in de grond stabiel en goed huwelijk blijken. Samen kregen ze een dochter, Alice. Tot aan haar dood in 1935 maakte John Lavery zo'n 400 portretten van haar.
Hazel viel op door haar bijzondere schoonheid. Nadat ze in 1910 in Engeland kwam wonen zou ze zelf nog maar weinig schilderen en groeide ze uit tot een centrale figuur in de Londense beau monde. Vanaf 1914, na de riddering van haar man, stond ze er bekend als lady Lavery. Ze had nauwe banden met vooraanstaande Britten als Winston Churchill, Herbert Henry Asquith, Hilaire Belloc, Reginald McKenna, George Bernard Shaw, Lytton Strachey en Lady Ottoline Morrell, met welke personen ze ook uitgebreid correspondeerde. Bekendheid verwierf ze ook als pleitbezorgster voor de Ierse onafhankelijkheid en door haar relatie met de Ierse revolutionair en IRA-voorman Michael Collins, met wie ze ook een verhouding had.
Hazels beeltenis prijkte van 1928 tot 1970 op Ierse bankbiljetten en vervolgens nog tot 2002 als watermerk.

## Portretten van Hazel door John Lavery

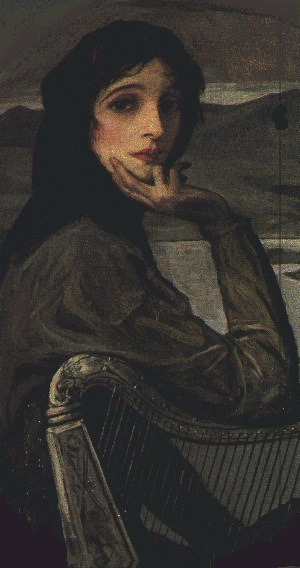
Cathleen ni Houlihan, Hazels portret dat jarenlang prijkte op Ierse bankbiljetten
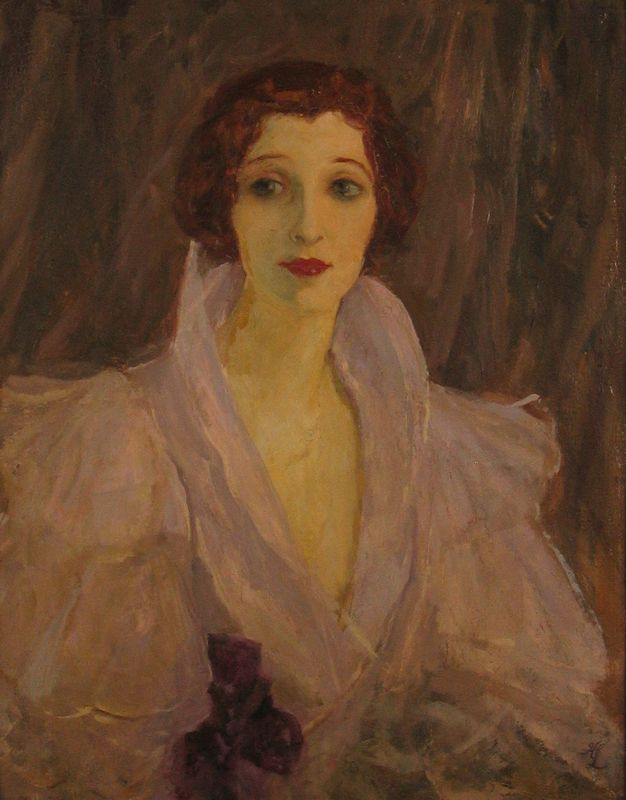
Lady Lavery
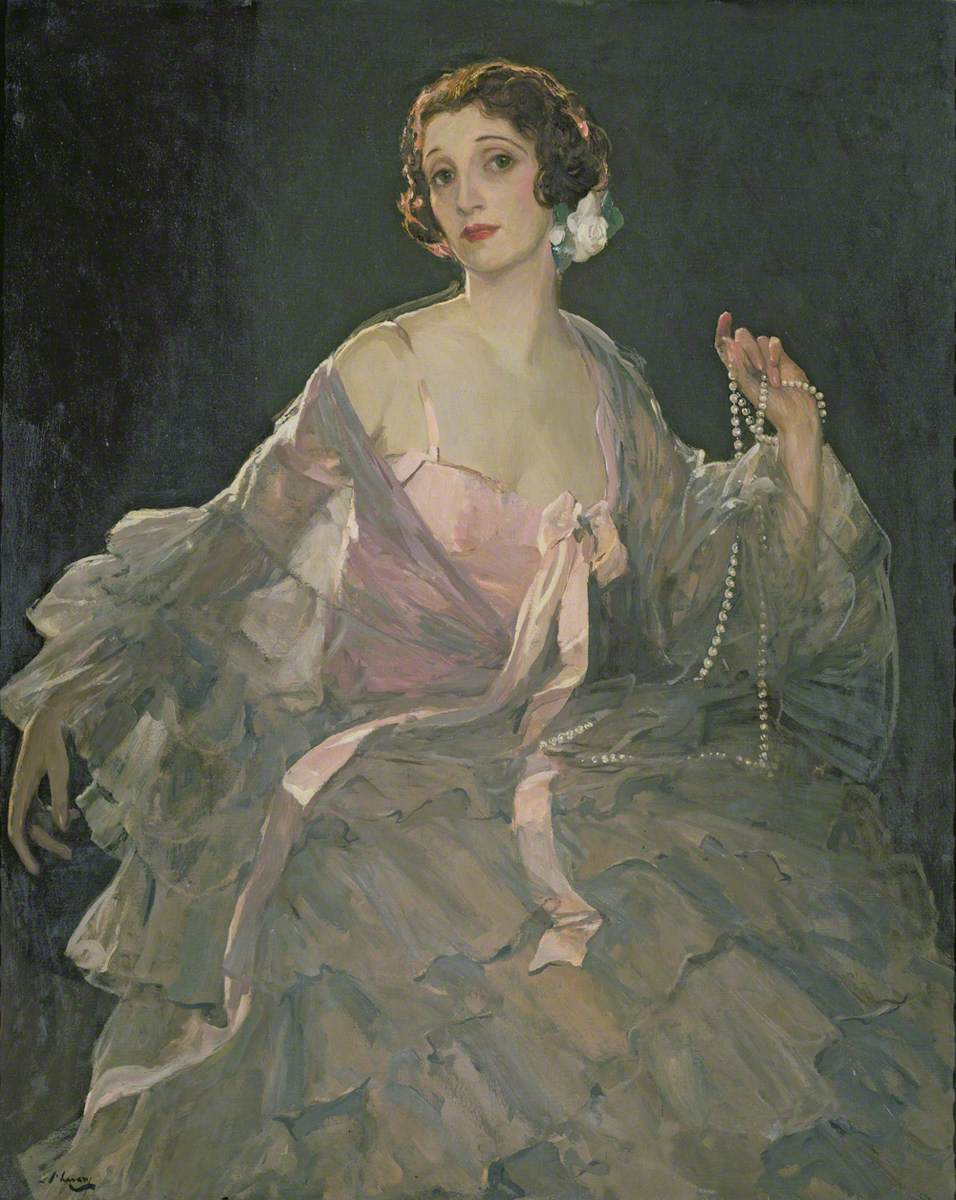
Hazel in rise and grey
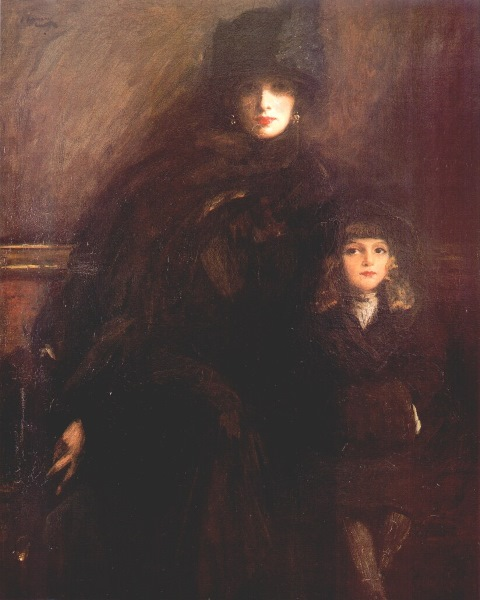
Mrs Lavery and Alice (Mother and Child)
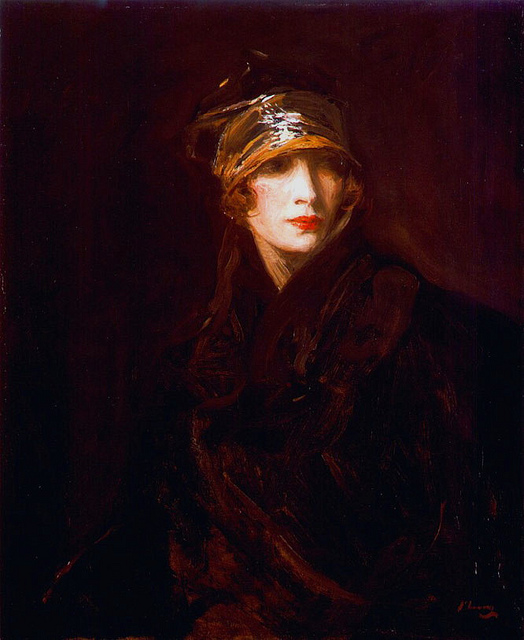
Woman with golden turban
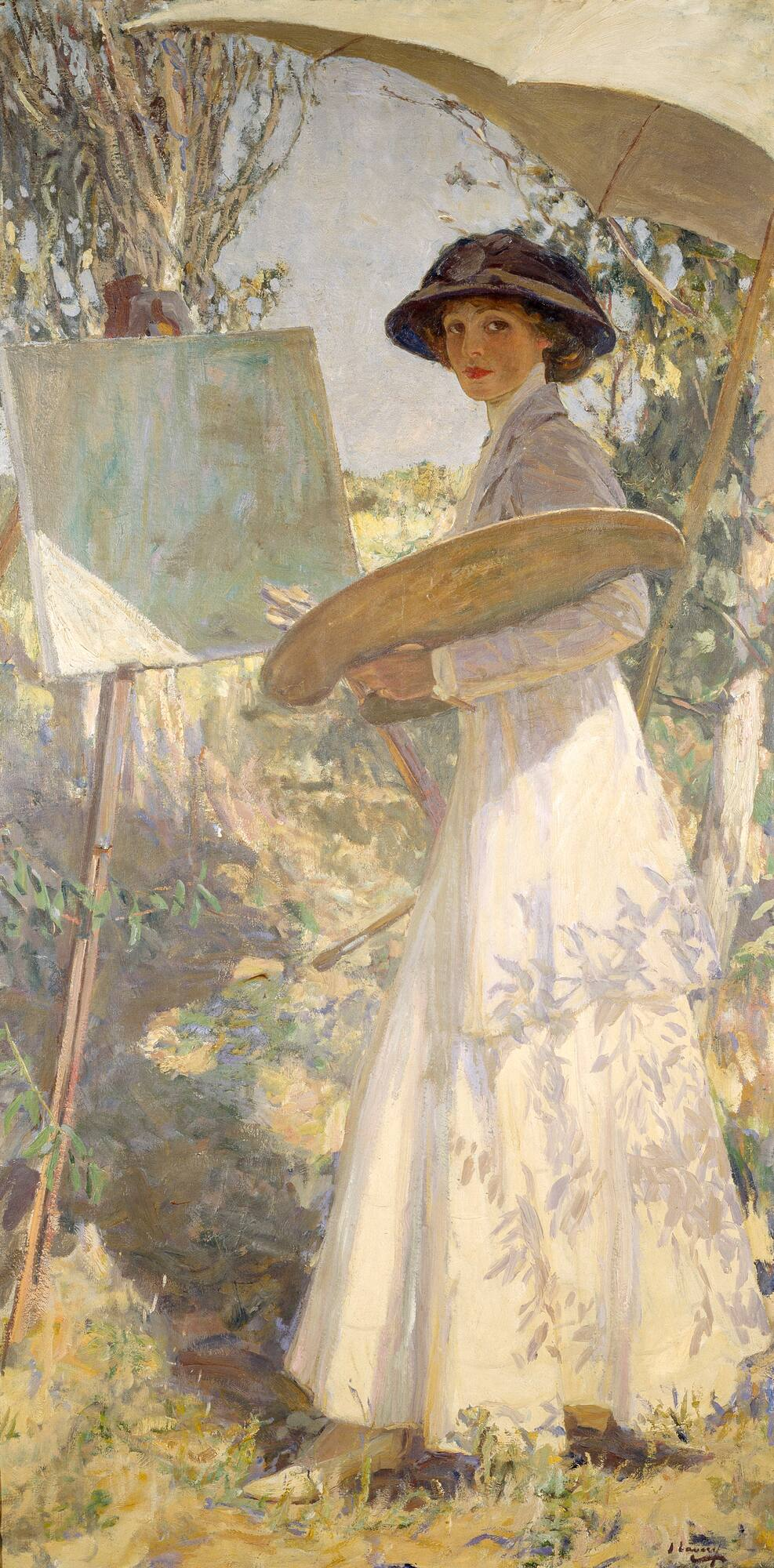
Mrs Lavery sketching
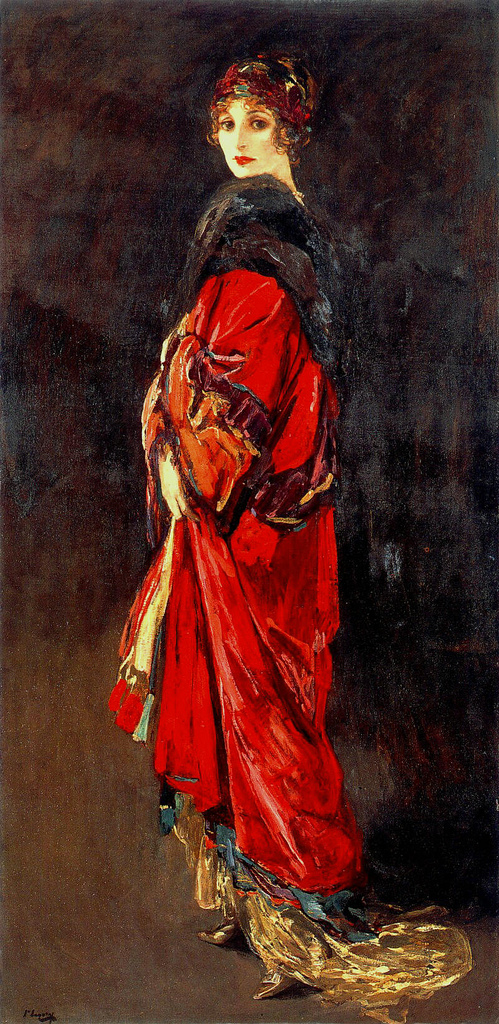
Hazel in rose and gold
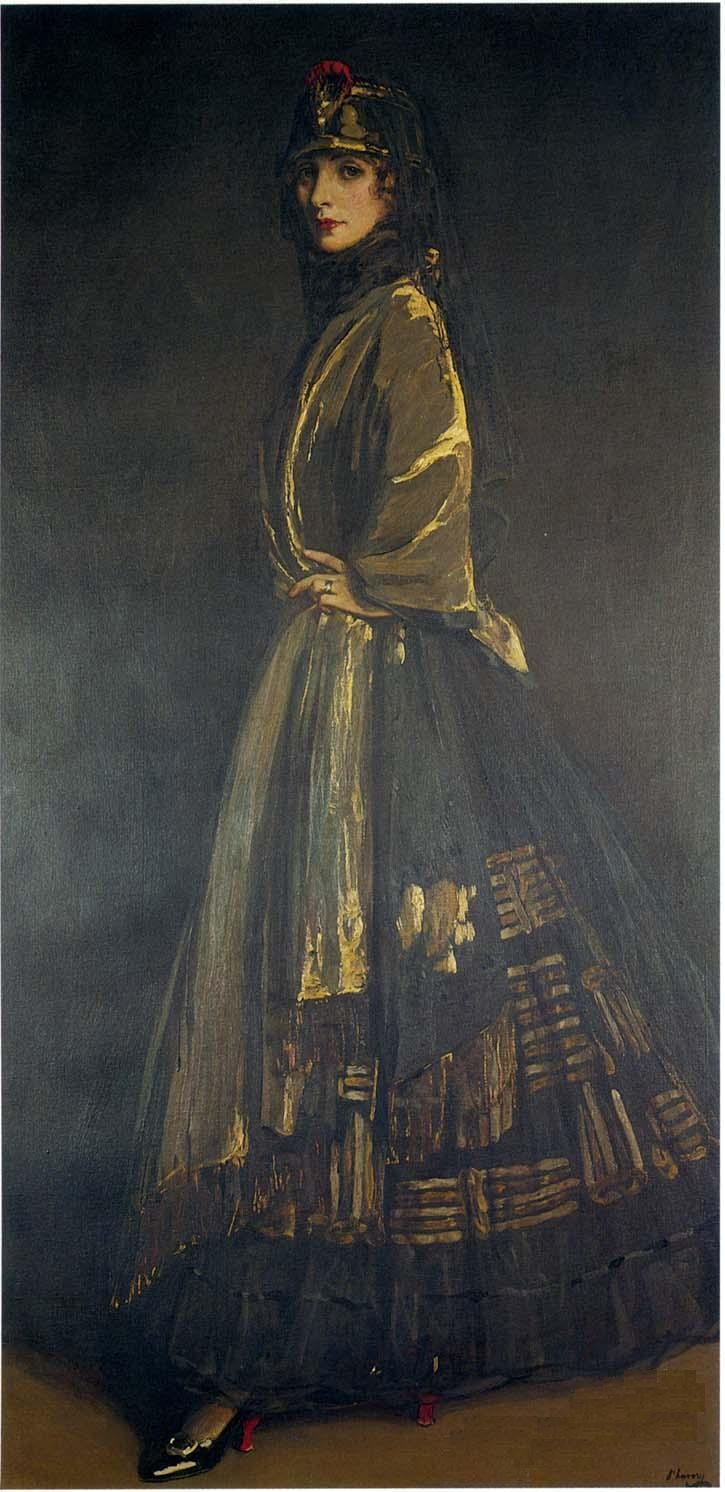
Hazel in black and gold
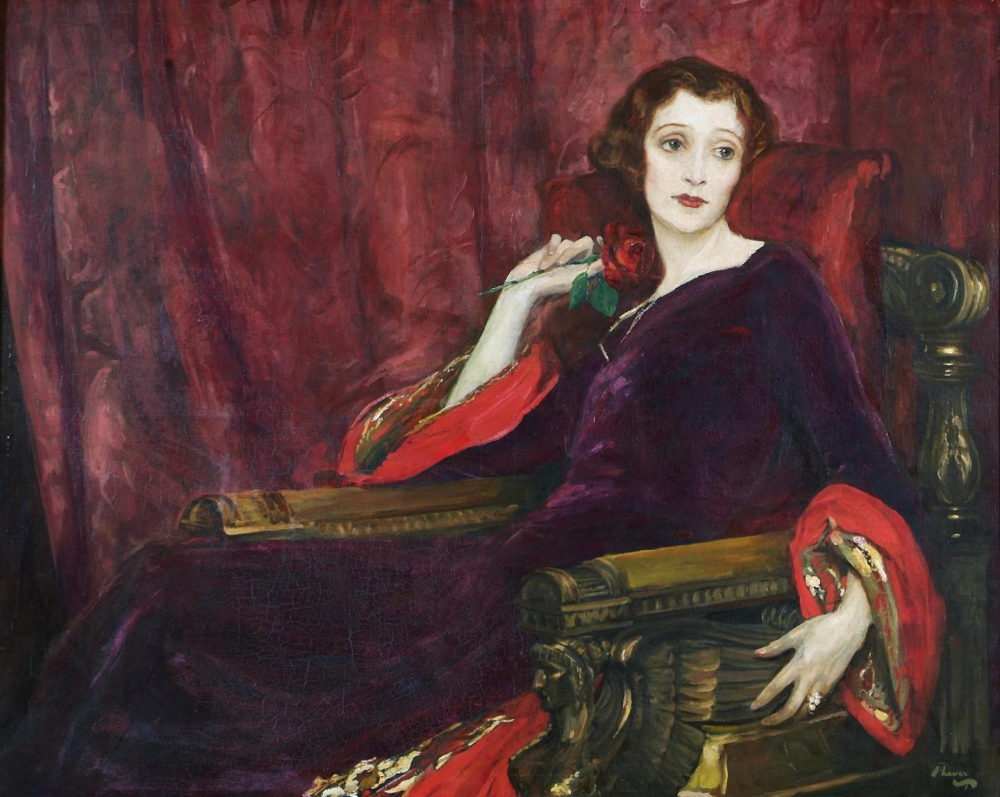
The red rose
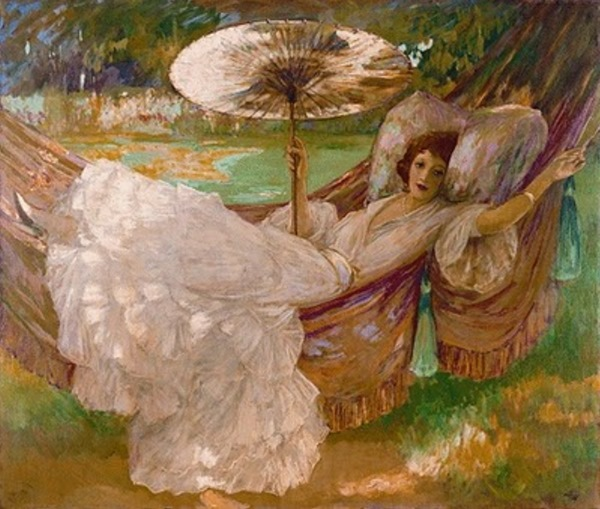
The red fan

## Noot
1. ↑  Bronnen over Hazels geboortedatum zijn niet eenduidig, haar biografe Sinead McCoole houdt 1880 aan, op haar graf staat 1886 (!)
2. ↑  Zie: Sinead McCooles Hazel: A Life of Lady Lavery 1880-1935, 1997.

- Gemeinsame Normdatei: 120297655
- International Standard Name Identifier: 0000 0000 3048 2814
- Library of Congress Control Number: n97020277
- SNAC: w64s1mj0
- Union List of Artist Names: 500107467
- Virtual International Authority File: 18049731
- WorldCat: E39PCjrY8WMtHRpCTFPryYF4mb